# Oswald Kaduk
Oswald Kaduk, född 26 augusti 1906 i Königshütte, död 31 maj 1997 i Langelsheim, var en tysk SS-Unterscharführer och lägervakt i Auschwitz. Han ställdes inför rätta vid första Auschwitzrättegången och dömdes till livstids fängelse. Enligt domen var Kaduk ”en av de grymmaste, brutalaste och vulgäraste SS-männen i koncentrationslägret Auschwitz”.

## Biografi
Kaduk inträdde 1939 i Allgemeine-SS och året därpå i Waffen-SS. Han stred under en tid vid östfronten men kom att placeras för tjänst i Auschwitz i juli 1941. Enligt talrika vittnesmål skall Kaduk egenhändigt ha slagit och sparkat ihjäl ett stort antal interner.
Efter andra världskrigets slut 1945 arbetade Kaduk på en sockerfabrik i Löbau. I december 1946 blev han igenkänd av en före detta intern och greps av sovjetiska myndigheter. En militärdomstol dömde honom till 25 års fängelse.
Kaduk släpptes dock fri redan i april 1956 och kom att arbeta på ett sjukhus i Väst-Berlin. I juli 1959 greps han på nytt och ställdes inför rätta vid första Auschwitzrättegången (1963–1965). Kaduk dömdes till livstids fängelse för mord i 10 fall och medhjälp till mord i 1 012 fall.
Oswald Kaduk släpptes fri av hälsoskäl 1989 och avled åtta år senare, 1997.

### Drei Deutsche Mörder
I reportagefilmen Drei Deutsche Mörder. Aufzeichnungen über die Banalität des Bösen (1979) intervjuar Ebbo Demant Oswald Kaduk, Josef Klehr och Josef Erber om Auschwitz och deras självförståelse som före detta lägeranställda.